# 6. март
6. март (06.03) је 65. дан у години по грегоријанском календару (66. у преступној години). До краја године има још 300 дана.

## Догађаји
- 1480 — У Толеду потписан споразум којим је Шпанија признала португалско освајање Марока, а Португал се одрекао претензија према Канарским острвима.
- 1629 — Цар Светог римског царства Фердинанд II Хабзбуршки, издао Едикт о реституцији којим је протестантским кнезовима наложено да врате католичкој цркви све поседе заплењене од 1552. Фердинанд III опозвао је тај едикт Вестфалским мировним уговором 1648.
- 1836 — Мексиканци, под командом генерала Антонија Лопеза де Санта Ане, су заузели тврђаву Аламо у Тексасу.
- 1882 — Кнез Милан Обреновић прогласио Србију краљевином, а себе краљем.
- 1912 — Италијанска војска је прва употребила ваздухоплове у борби, пошто су два цепелина бомбардовала турске војнике улогорене у Јанзуру.
- 1914 — У Новом Саду основан Фудбалски клуб Војводина.
- 1941 — Дворски савет Краљевине Југославије, у Другом светском рату донео одлуку да Југославија приступи Тројном пакту, под условом да јој Немачка и Италија гарантују неповредивост територије.
- 1944 — Полетевши из ваздухопловних база у Уједињеном Краљевству, 658 америчких бомбардера започели су у Другом светском рату даноноћно бомбардовање Берлина.
- 1946 — Француска признала Вијетнам као независну државу у оквиру Индокинеске федерације.
- 1949 — Радио Београд први пут емитовао хумористичку емисију „Весело вече“, која је одмах постала једна од најпопуларнијих радио емисија.
- 1953 — Георгиј Маљенков је после смрти Јосифа Стаљина постао совјетски премијер и први секретар Комунистичке партије.
- 1957 — Бивше британске колоније Златна Обала и Тоголанд уједињене су у државу под називом Гана, која је стекла независност у оквиру Комонвелта, чиме је почео талас деколонизације у Африци.
- 1980 — Француска књижевница белгијског порекла Маргерит Јурсенар постала прва жена члан Француске академије.
- 1992 — „Микеланђело“, један од најопаснијих рачунарских вируса, напао је хиљаде рачунара широм света.
- 1993 — Припадници анголског побуњеничког покрета УНИТА заузели су Хуамбо, други по величини град у Анголи, након двомесечних борби с владиним снагама.
- 1998 — У сукобима са српским снагама безбедности на Косову је убијен Адем Јашари, један од главних вођа илегалне Ослободилачке војске Косова.
- 1999 — На северу Камбоџе, уз границу с Тајландом, ухапшен Та Мок, последњи од вођа маоистичког герилског покрета Црвени Кмери, током чијег је режима у другој половини седамдесетих убијено или умрло од глади и болести око милион и по људи.
- 2001 — Током ходочашћа у Меку, у јурњави верника су погинула 34 муслиманска ходочасника.
- 2002 — Власти у Индији успоставиле контролу над западном индијском државом Гуџарат, након једнонедељних сукоба Индуса и Муслимана у коме је погинуло 803 особе, укључујући и 58 Индуса који су живи изгорели у возу којег је запалила једна муслиманска банда, што је и био узрок сукоба.
- 2003 — У удесу алжирског путничког авиона „Ер Алжир“ одмах по полетању са аеродрома Таманрасет (Алжир), погинуле су 102 особе.
- 2006 —
  - Бивши председник РС Крајине Милан Бабић починио самоубиство у притворској јединици Хашког трибунала.
  - Епископ врањски Пахомије ослобођен оптужбе за противприродни блуд над малолетним дечацима.
  - На 78. додели Оскара награду Најбољи филм добио филм Фатална несрећа (Crash).

## Рођења
- 1475 — Микеланђело Буонароти, италијански вајар, сликар, архитекта и писац. (прем. 1564)[1]
- 1613 — Стјепан Градић, дипломата, филозоф, математичар, физичар, песник, исусовац и преводилац из Дубровачке републике. (прем. 1683)[2]
- 1619 — Сирано де Бержерак, француски књижевник и драматург. (прем. 1655)[3]
- 1926 — Анджеј Вајда, пољски редитељ. (прем. 2016)[4]
- 1926 — Бранко Плеша, српски глумац и редитељ. (прем. 2001)[5]
- 1927 — Габријел Гарсија Маркес, колумбијски књижевник и новинар. (прем. 2014)[6]
- 1932 — Душан Булајић, српски глумац. (прем. 1995)[7]
- 1937 — Валентина Терешкова, совјетска политичарка и инжењерка, прва жена космонаут.[8]
- 1942 — Лео Мартин, српски певач.[9]
- 1946 — Дејвид Гилмор, енглески музичар, најпознатији као гитариста и певач групе Pink Floyd.[10]
- 1947 — Роб Рајнер, амерички глумац, сценариста, редитељ и продуцент.
- 1953 — Снежана Савић, српска глумица и певачица.[11]
- 1952 — Берислав Злоковић, српски патолог, академик и инострани члан Одељења медицинских наука Српске академије наука и уметности.[12]
- 1954 — Харалд Шумахер, немачки фудбалски голман и фудбалски тренер.[13]
- 1966 — Алан Дејвис, енглески глумац, комичар и писац.[14]
- 1967 — Кони Бритон, америчка глумица.
- 1968 — Мојра Кели, америчка глумица.[15]
- 1969 — Миленко Топић, српски кошаркаш и кошаркашки тренер.[16]
- 1972 — Шакил О’Нил, амерички кошаркаш.[17]
- 1973 — Мајкл Финли, амерички кошаркаш.[18]
- 1977 — Јоргос Карагунис, грчки фудбалер.[19]
- 1979 — Тим Хауард, амерички фудбалски голман.[20]
- 1980 — Шон Еванс, енглески глумац.[21]
- 1980 — Родриго Тадеи, бразилски фудбалер.[22]
- 1981 — Златан Муслимовић, босанскохерцеговачки фудбалер.[23]
- 1985 — Бојана Вунтуришевић, српска музичарка.
- 1985 — Домен Лорбек, словеначки кошаркаш.[24]
- 1988 — Марина Ераковић, новозеландска тенисерка.[25]
- 1988 — Симон Мињоле, белгијски фудбалски голман.[26]
- 1989 — Агњешка Радванска, пољска тенисерка.[27]
- 1991 — Tyler, the Creator, амерички хип хоп музичар, музички продуцент и дизајнер.
- 1994 — Маркус Смарт, амерички кошаркаш.[28]
- 1997 — Алиша Бо, норвешко-америчка глумица.[29]
- 1997 — Бојана Миленковић, српска одбојкашица.[30]

## Смрти
- 1531 — Педро Аријас де Авила, шпански конкистадор. (рођ. 1440)[31]
- 1900 — Готлиб Вилхелм Дајмлер, немачки инжењер (рођ. 1834)[32]
- 1945 — Милена Павловић-Барили, српска сликарка (рођ. 1909)[33]
- 1973 — Перл Бак (Перл Сајденстрикен), америчка књижевница, нобеловац. (рођ. 1892)[34]
- 1994 — Мелина Меркури, грчка глумица. (рођ. 1920)[35]
- 2013 — Слободан Петровић - Петар Слај, балетски кореограф. (рођ. 1946)

## Празници и дани сећања
- Српска православна црква слави:
  - Светог Захарију, патријарха јерусалимског
  - Преподобног Тимотеја
  - Светог Евстатија - архиепископа антиохијског
  - Светог Јована III Схоластика - патријарх цариградски